# 蒙启勋
蒙启勋（?—?）广西桂平人，中华民国政治人物。

## 生平
中华民国成立后，1912年他出任北京临时参议院议员。
民国3年（1914年）他出任饶平县知事。民国5年（1916年）7月，他出任阳朔县知事。 民国7年（1918年）7月，他出任灵川县知事。民国8年（1919年），他任全县（今全州县）知事。